# Alardus van Amsterdam

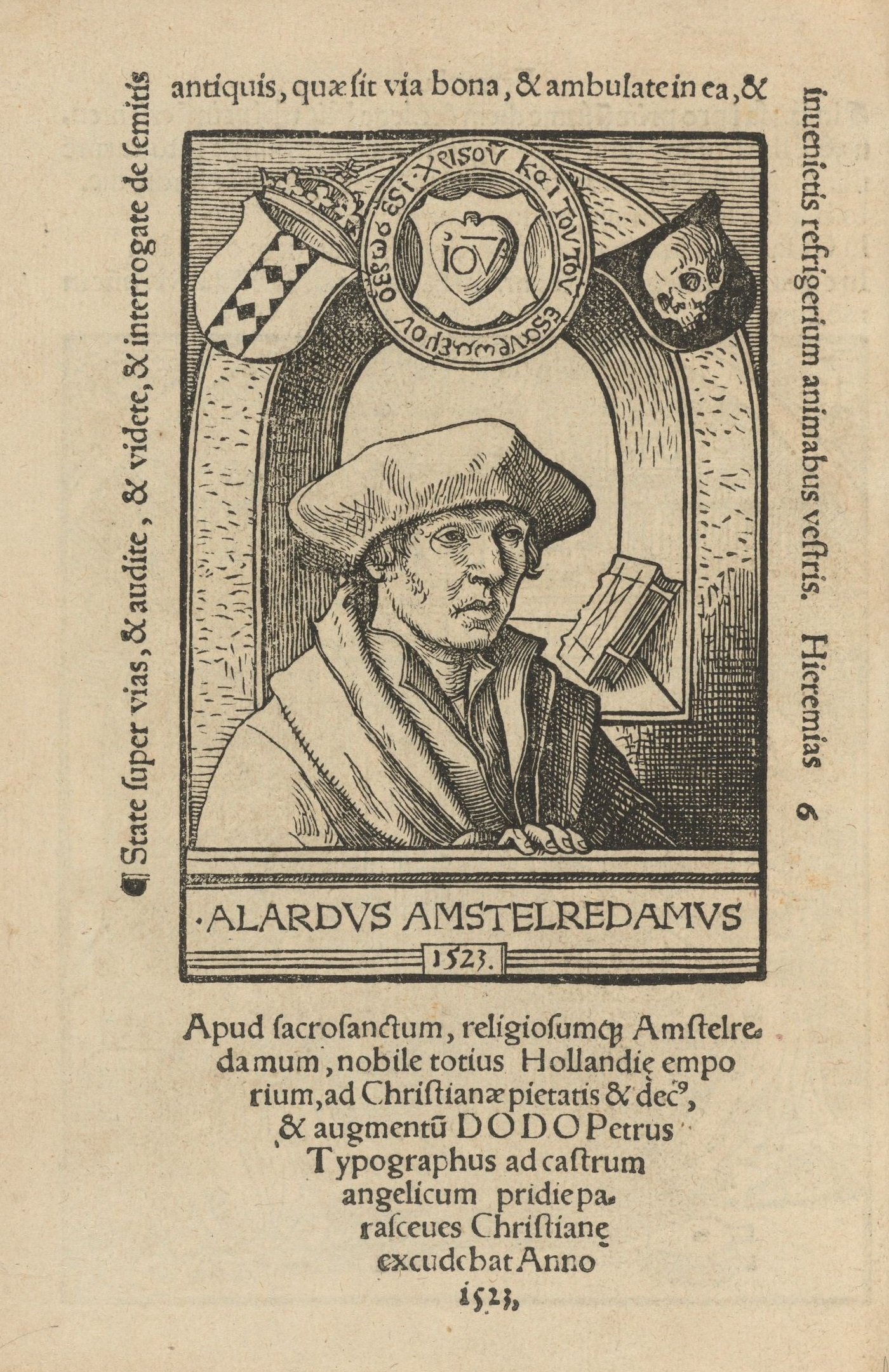
Alardus van Amsterdam, 1523

Alardus van Amsterdam (1491–1544) was een Nederlandse humanist, bekend vanwege zijn uitgaven van het werk van de Nederlandse humanisten Rodolphus Agricola en Desiderius Erasmus.

## Leven
Alardus was geboren in Amsterdam. Hij ontving zijn opleiding aan de Latijnse school te Alkmaar van Bartholomeus van Keulen, waarschijnlijk tegelijkertijd met Jan van Scorel. Hier kwam hij ook in contact met Johannes Murmellius, die vanaf 1513 rector van de Latijnse school was. In 1514 vertrok Alardus naar Leuven. In Utrecht werd hij gewijd tot priester, in ieder geval voor 11 april 1517, waarna hij weer naar Leuven vertrok. In 1523 was hij terug in zijn geboortestad.
Alardus hield zich actief bezig met het uitgeven van de werken van Agricola, voor zover die in handschrift bewaard waren gebleven. Hij was voor enige tijd bevriend met Erasmus. In 1544 stierf Alardus te Leuven, waar hij is begraven in de Sint-Pieterskerk.

## Werk
Alardus droeg bij aan de uitgave van Agricola's De inventione dialectica in 1515 en was uitgever van de herziene uitgave in 1539, op basis van het originele handschrift dat zich in bezit bevond van de Amsterdamse bankier en mecenas Pompejus Occo. Zijn hoofdwerk was de tweedelige uitgave van Agricola in 1539, uitgegeven in Keulen.